# Cueva Bermeja
Cueva Bermeja es una entidad de población del municipio de Santa Cruz de Tenerife, en la isla de Tenerife —Canarias, España—, incluido administrativamente en el distrito de Anaga.
Destaca por ser uno de los barrios del municipio construido en laderas de gran pendiente.
En el barrio se encontraba la conocida como Casa de los Camineros inmueble con cierto valor patrimonial.

## Toponimia
Su nombre proviene del color del risco con cuevas junto al barrio, formado por piedra volcánica conocida en la isla como «tosca colorada». Otra hipótesis es la que sostiene su derivación de «cueva de almejas», pues antiguamente el mar llegaba cerca del barrio y según cuentan abundaban en la costa estos moluscos.

## Características
Está situado en la costa sur del macizo de Anaga, a 5 kilómetros del centro de la ciudad y a una altitud media de 47 m s. n. m. La altitud máxima de la localidad se localiza en la elevación conocida como Cabezo del Incensial, con 515 m s. n. m.
Ocupa una superficie de 2,37 km² que engloba el núcleo urbano así como una amplia zona natural, gran parte de la cual forma parte del espacio natural protegido del Parque Rural de Anaga.
Las viviendas se encuentran agrupadas en dos núcleos: Cueva Bermeja Este, en la margen izquierda del barranco de Las Toscas, y Cueva Bermeja Oeste, en la ribera oriental del barranco de Tracabordo.
El barrio cuenta con una iglesia, un polideportivo, dos plazas públicas y una escuela reconvertida en centro cultural, sede de la  asociación de vecinos Nuestra Señora de Loreto.
Junto al barrio se ubican varias industrias entre las que se encuentran una fábrica de cementos y varios depósitos de combustible.
Aquí se localizan parte de las dársenas del Este y de Pesca del puerto de Santa Cruz de Tenerife, así como el Centro de Inspección Portuaria, el Puesto de Inspección Fronteriza, la estación desaladora de Santa Cruz y un pequeño puerto deportivo.
En su paisaje destaca una vieja cantera abandonada en la zona conocida como Los Pasitos.

## Demografía
| Año        | 2000 | 2001 | 2002 | 2003 | 2004 | 2005 | 2006 | 2007 | 2008 | 2009 | 2010 | 2011 | 2012 | 2013 | 2014 | 2015 | 2016 |
| ---------- | ---- | ---- | ---- | ---- | ---- | ---- | ---- | ---- | ---- | ---- | ---- | ---- | ---- | ---- | ---- | ---- | ---- |
| Habitantes | 384  | 386  | 372  | 371  | 354  | 359  | 371  | 353  | 353  | 344  | 330  | 303  | 285  | 278  | 279  | 274  | 273  |

## Historia

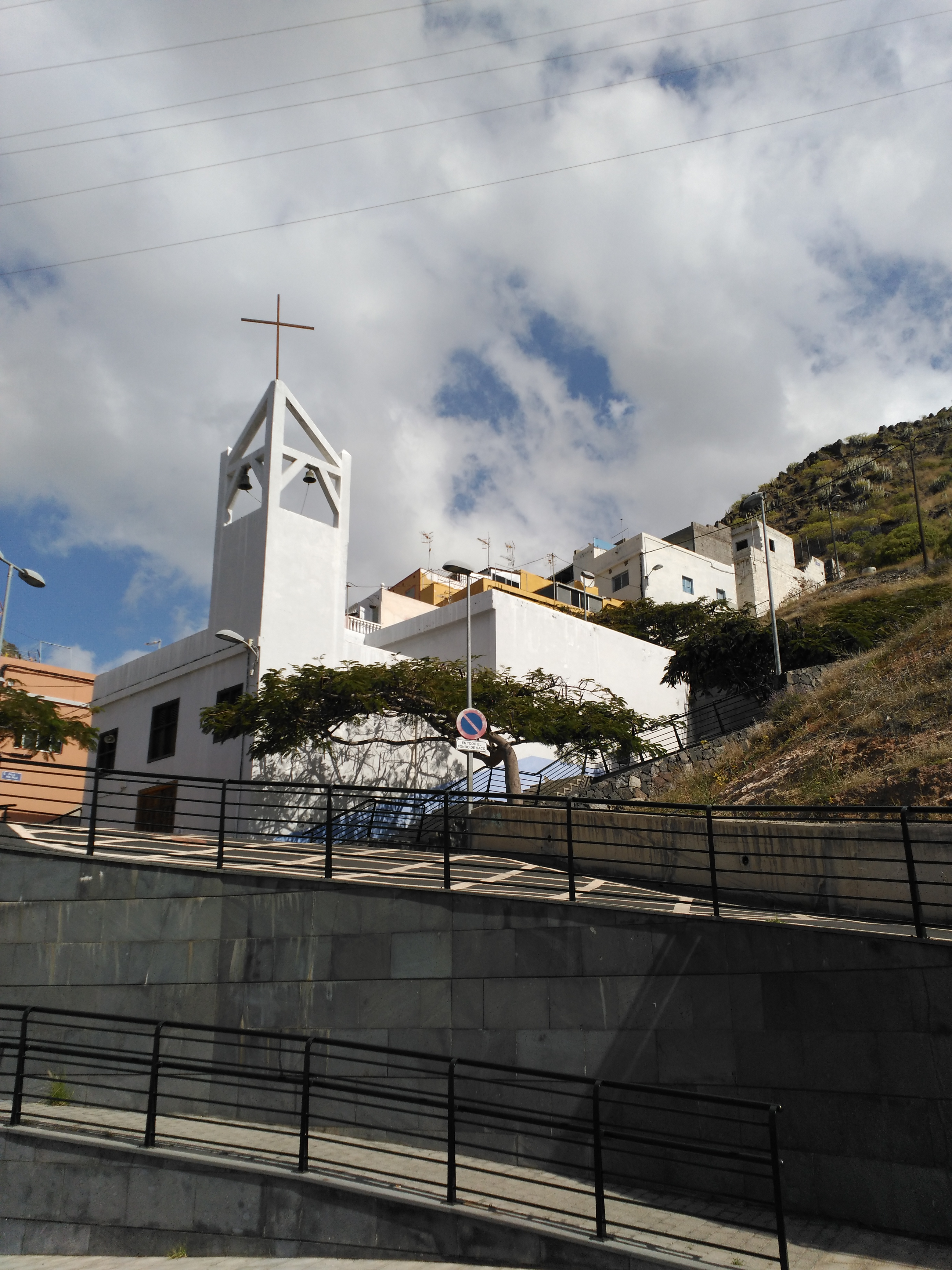
Iglesia de Nuestra Señora de Loreto en Cueva Bermeja.

Este barrio surge junto a los márgenes de la carretera de San Andrés como zona de autoconstrucción sobre antiguas fincas a partir de la década de 1950, siendo poblado por habitantes del interior del macizo de Anaga y por obreros de las industrias portuarias próximas.
El 22 de diciembre de 1971 el alcalde de Santa Cruz, Javier de Loño, inauguró el servicio de alumbrado público en el barrio.
La iglesia de Cueva Bermeja fue construida en 1978 y dedicada a Nuestra Señora de Loreto.
En 1994 gran parte de su superficie pasa a estar incluida en el parque rural de Anaga.

## Economía
Los habitantes de Cueva Bermeja trabajan en su mayoría fuera del barrio.

## Fiestas
El barrio celebra fiestas patronales en honor a la Virgen de Loreto en septiembre.

## Comuncicaciones
Se llega al barrio a través de la Autovía de San Andrés TF-11.

### Transporte público
En autobús —guagua— queda conectado mediante las siguientes líneas de TITSA: 
| Línea | Trayecto                                                          | Recorrido     |
| ----- | ----------------------------------------------------------------- | ------------- |
| 910   | Santa Cruz (Intercambiador) - San Andrés - Playa de Las Teresitas | Horario/Línea |
| 945   | Santa Cruz - San Andrés - Igueste de San Andrés                   | Horario/Línea |
| 946   | Santa Cruz - San Andrés - Taganana - Almáciga                     | Horario/Línea |
| 947   | Santa Cruz - San Andrés - El Bailadero - Chamorga                 | Horario/Línea |

## Galería

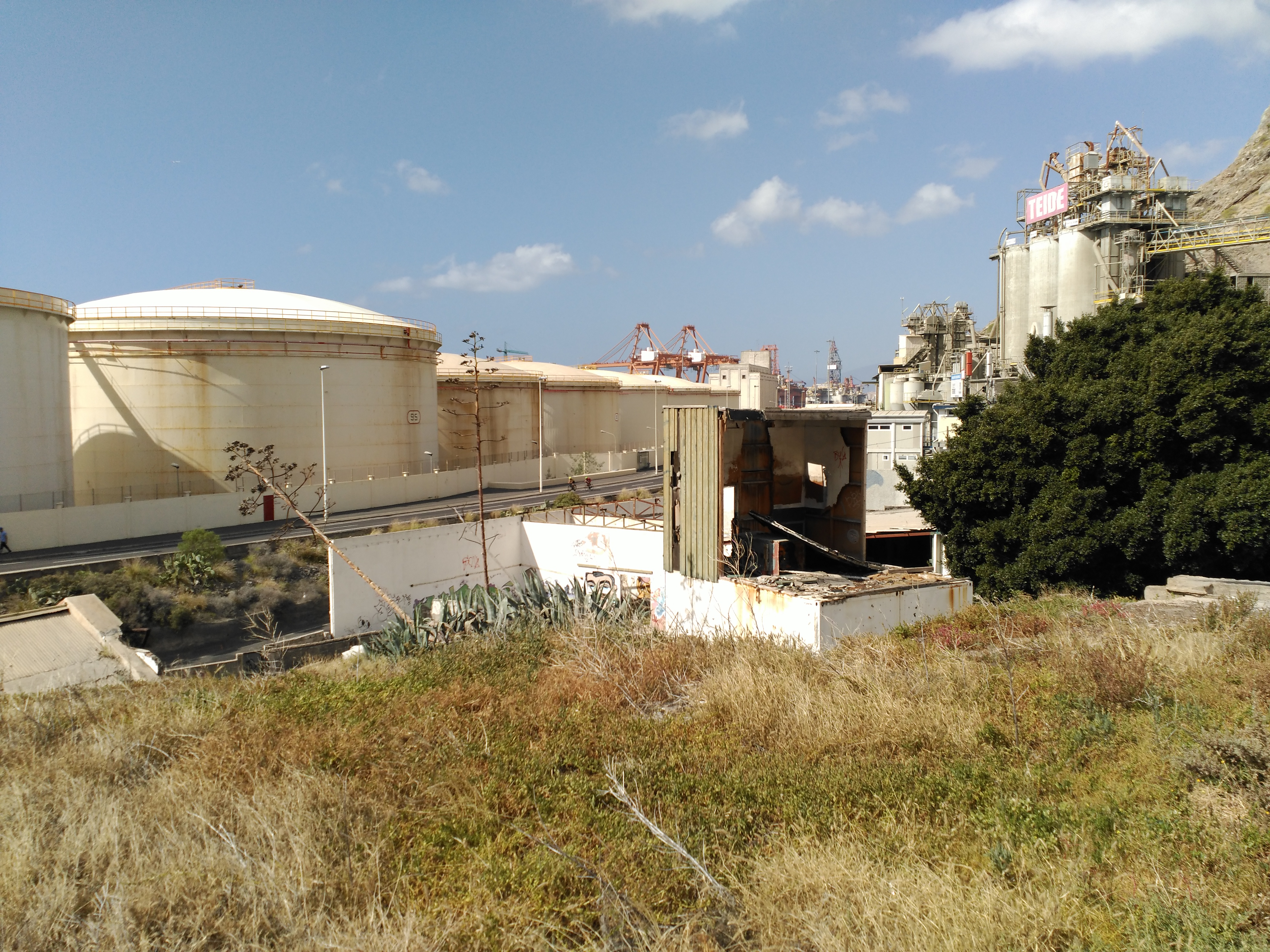
Una fábrica cementera, entre otras industrias, y los depósitos de combustible destacan en el paisaje del barrio.
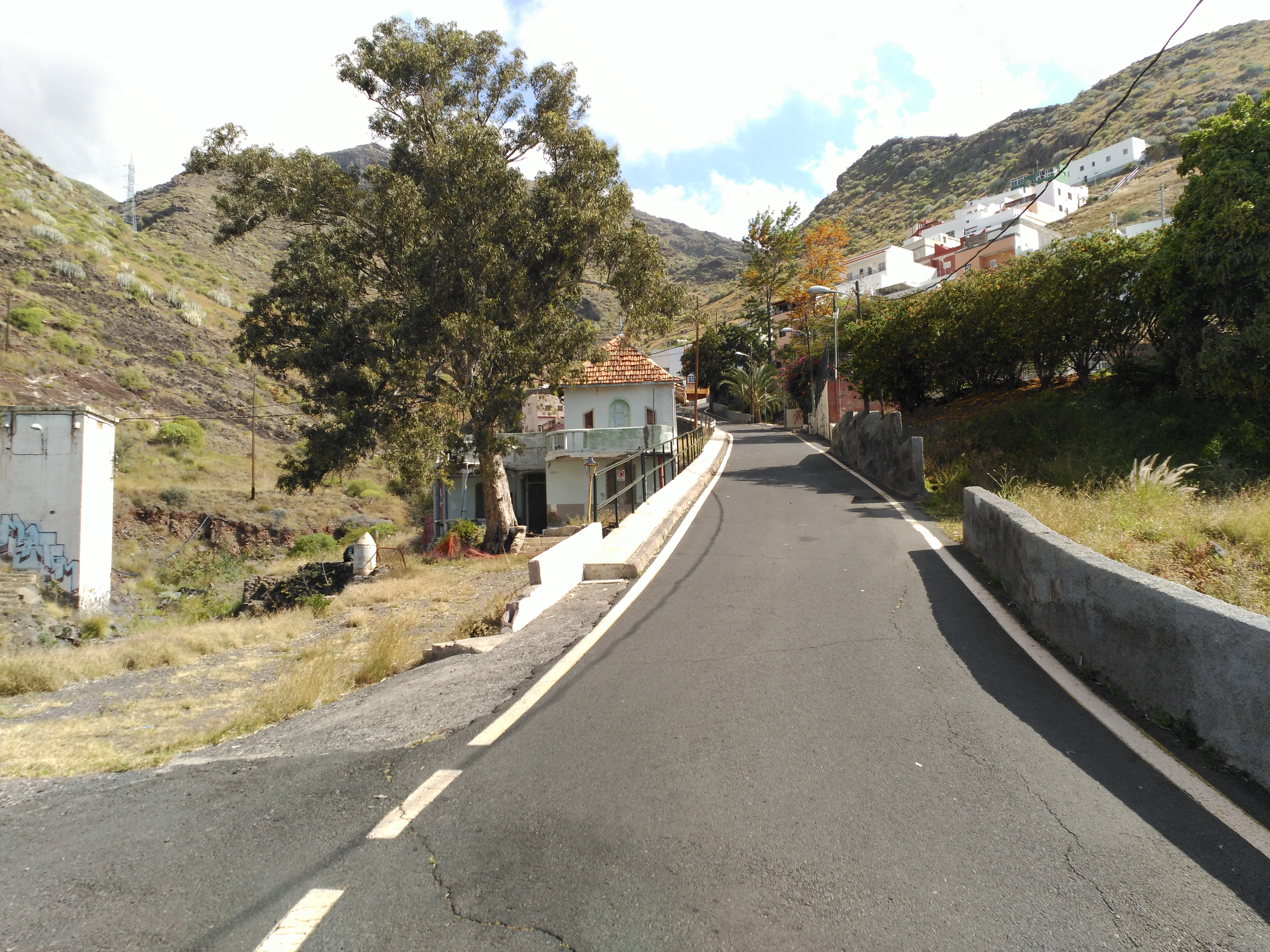
La Casa de los Camineros poseía cierto valor patrimonial. En estado ruinoso fue demolida en 2018.
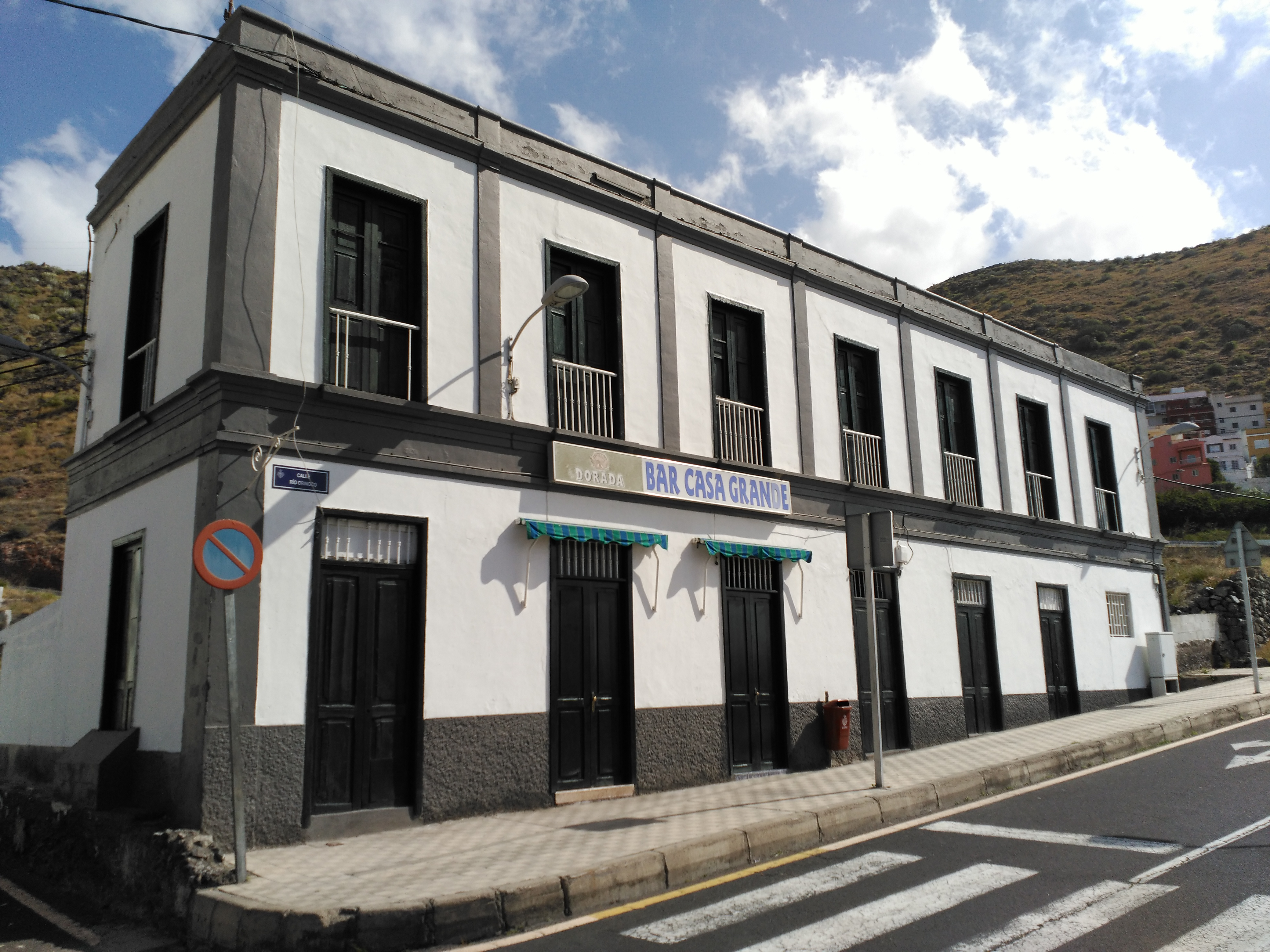
Antiguo edificio en la entrada del barrio.